# Melodifestivalen 2023
Melodifestivalen 2023 – 63. edycja festiwalu, będącego szwedzkimi eliminacjami do 67. Konkursu Piosenki Eurowizji w Liverpoolu. Półfinały odbyły się, kolejno: 4, 11, 18, 25 lutego, koncert drugiej szansy – 4 marca, a finał – 11 marca. Podczas rund półfinałowych o wynikach zadecydowali telewidzowie za pomocą głosowania telefonicznego, natomiast w finale zwycięzcę wybrali wraz z międzynarodową komisją jurorską.

## Format

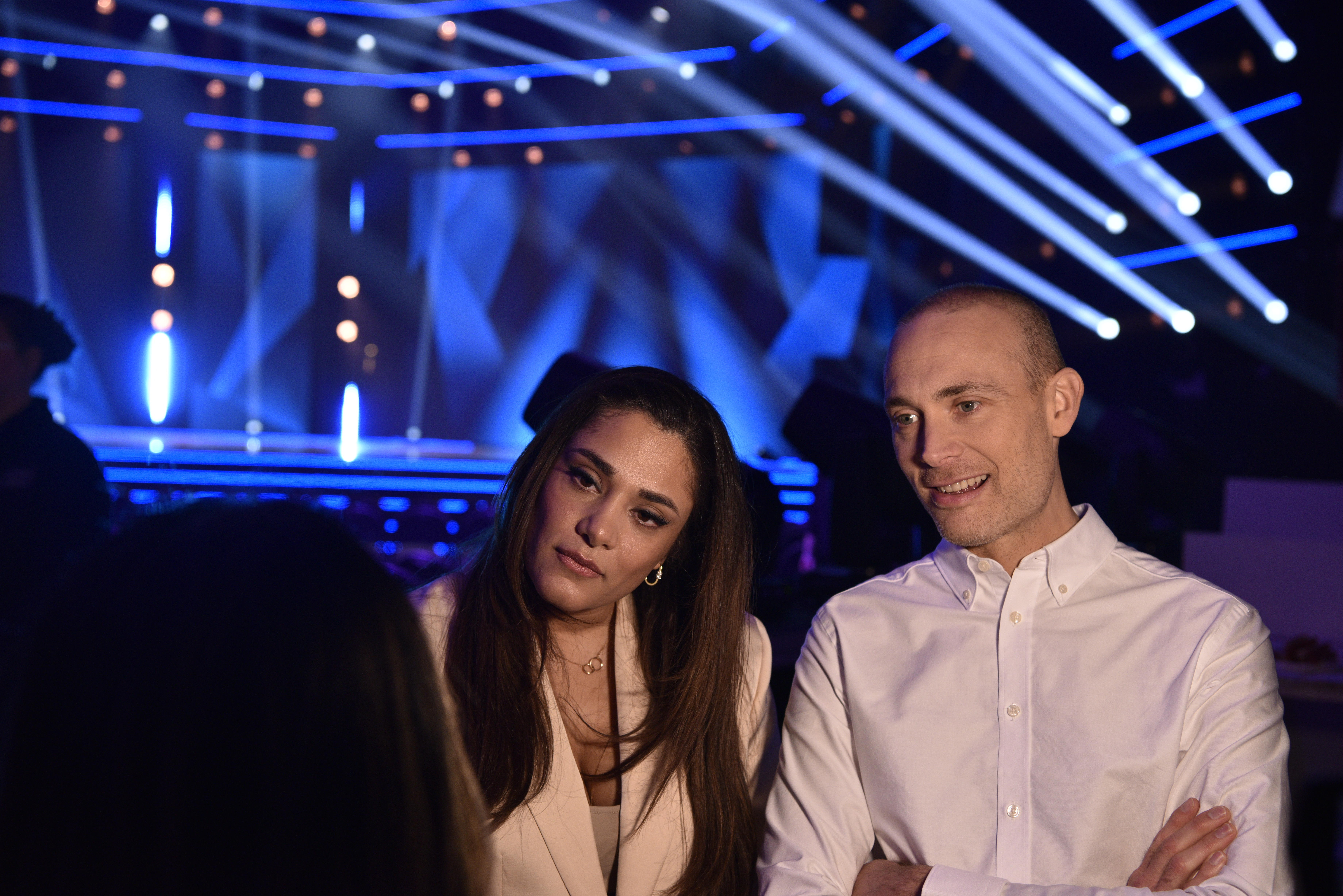
Prowadzący Melodifestivalen 2023, Farah Abadi i Jesper Rönndahl, przed pierwszym półfinałem w Scandinavium.

Do konkursu zostało zakwalifikowanych 28 uczestników, którzy następnie zostali podzieleni na cztery siedmioosobowe półfinały. Z każdego półfinału dwójka najlepszych uczestników otrzymała automatyczny awans do finału, a laureaci trzeciego oraz czwartego miejsca półfinałów zakwalifikowani zostali do półfinału, którego kolejna czwórka awansuje do wielkiego finału. Podczas rund półfinałowych i półfinału o wynikach zdecydowali telewidzowie, w którym siedem grup wiekowych oraz osoby głosujące telefonicznie ocenią piosenki (w finale punktacją z Eurowizji – 1–8, 10, 12 punktów), natomiast zwycięzcę wybrali wraz z międzynarodową komisją jurorską (osiem komisji z państw z całej Europy).
Zamiast dzielenia piosenek na oddzielne duele i półfinały, jak w poprzednich latach, postanowiono, że wszystkie piosenki będą rywalizowały ze sobą razem w jednym koncerie – jednak w przeciwieństwie do półfinałów, w półfinale zamiast przeprowadzenia dwóch rund odbyła się jedna. Widzowie poznają wstępne cztery utwory z najlepszą liczbą głosów w losowej kolejności w połowie okna głosowania, a głosowanie jest kontynuowane, by widzowie nadal mogli wpłynąć na wynik. Po zliczeniu głosów ukazane jest pełne zestawienie wyników z uwzględnieniem punktów przyznanych przez poszczególne grupy wiekowe.

### Szczegóły organizacji
Każdy etap konkursu odbył się w innym szwedzkim mieście. Finał został zorganizowany w Friends Arena w Solnie na północ od centrum Sztokholmu.
| Data      | Miasto       | Miejsce                    | Etap                     |
| --------- | ------------ | -------------------------- | ------------------------ |
| 4 lutego  | Göteborg     | Scandinavium               | Półfinał 1               |
| 11 lutego | Linköping    | Saab Arena                 | Półfinał 2               |
| 18 lutego | Lidköping    | Sparbanken Lidköping Arena | Półfinał 3               |
| 25 lutego | Malmö        | Malmö Arena                | Półfinał 4               |
| 4 marca   | Örnsköldsvik | Hägglunds Arena            | Druga szansa (Semifinal) |
| 11 marca  | Sztokholm    | Friends Arena              | Finał                    |

24 września 2022 roku SVT ogłosiło, że konkurs poprowadzą Farah Abadi i Jesper Rönndahl.

### Kontrowersje

#### Wtargnięcie aktywisty na scenę podczas występu Loreen

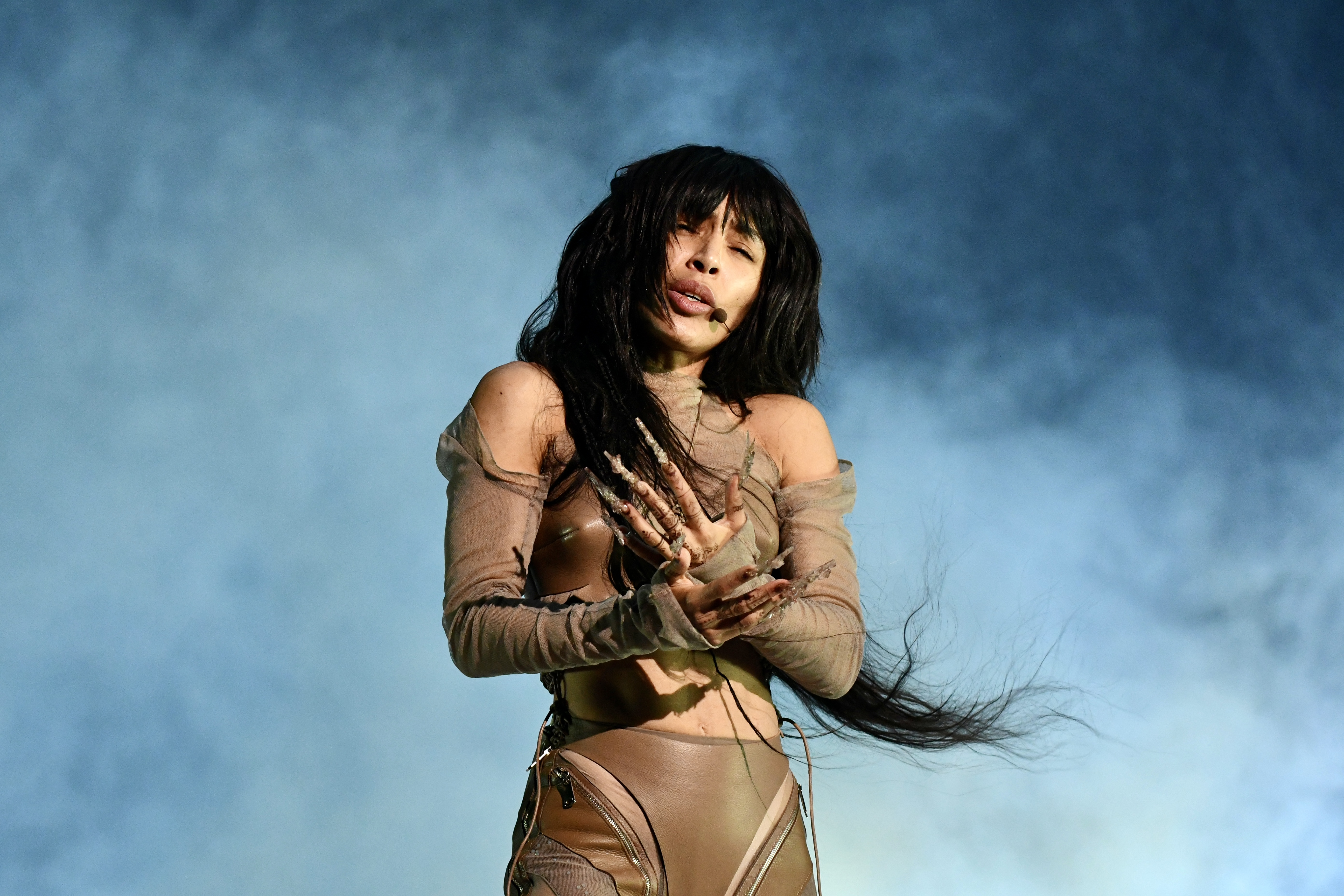
Loreen podczas występu „Tattoo” w czwartym półfinale Melodifestivalen 2023 w Malmö.

Podczas pierwszego występu Loreen w ramach czwartego półfinału na scenę wtargnął protestujący trzymający znak, przez co występ artystki został przerwany przed pierwszym refrenem. Wokalistka po krótkiej przerwie powróciła aby wykonać utwór ponownie. Według szwedzkich mediów, protest przeprowadzili szwedzcy aktywiści klimatyczni – jeden z nich wniósł na scenę banner, jednak ze względu na ciemną inscenizację utworu oraz szybką reakcję reżysera, który szybko przełączył kąt kamery na wizji na tę znajdującą się w centralnej części areny, znak nie był widoczny dla telewidzów. Gazeta Expressen poinformowała, że na znaku protestującego znalazła się fraza „Återställ Våtmarker” – wezwanie do ochrony terenów podmokłych w kraju; sama grupa protestujących ujawniła się za pośrednictwem serwisu Twitter. Incydent zakończył się aresztem czterech czterech aktywistów związanych ze spiskiem.

## Uczestnicy
26 sierpnia 2022 SVT otworzyło okno przyjmowania zgłoszeń (z ostatecznym terminem 16 września 2022), aby wybrać połowę uczestników Melodifestivalen 2023. Drugą połowę tworzą artyści specjalnie zaproszeni przez nadawcę. Po zamknięciu okresu składania wniosków, SVT ogłosiło, że otrzymało ponad 2800 zgłoszeń, które zostały przeanalizowane przez profesjonalne jury, któremu przewodniczył producent Karin Gunnarson. Pierwsza połowa uczestników została oficjalnie ogłoszona przez SVT 29 listopada 2022, natomiast druga połowa została ujawniona 30 listopada.
| Wykonawca                                        | Piosenka                            | Autor(zy) |
| ------------------------------------------------ | ----------------------------------- | --- |
| Axel Schylström                                  | „Gorgeous”                          | Axel Schylström, Herman Gardarfve, Jonas Thander, Malin Halvardsson                                                          |
| Casanovas                                        | „Så kommer känslorna tillbaka”      | Henrik Sethsson, Mikael Karlsson                                                                                             |
| Eden                                             | „Comfortable”                       | Benjamin Rosenbohm, Eden Alm, Emil Adler Lei, Julie Aagaard                                                                  |
| Elov i Beny                                      | „Raggen går”                        | Johan Werner, Kristian Wejshag, Mattias Elovsson, Oscar Kilenius, Tim Larsson                                                |
| Emil Henrohn                                     | „Mera mera mera”                    | Emil Henrohn, Jakob Redtzer, Ji Nilsson, Marlene Strand                                                                      |
| Eva Rydberg i Ewa Roos                           | „Läng leve livet”                   | Emil Vaker, Henric Pierroff, Kalle Rydberg                                                                                   |
| Ida-Lova                                         | „Låt hela stan se på”               | Andreas „Giri” Lindbergh, Ida-Lova Lind, Joy Deb, Linnea Deb                                                                 |
| Jon Henrik Fjällgren, Arc North feat. Adam Woods | „Where You Are (Sávežan)”           | Arc North, Calle Hellberg, Jon Henrik Fjällgren, Joy Deb, Oliver Belvelin, Richard Lästh, Tobias Lundgren, William Segerdahl |
| Kiana                                            | „Where Did You Go”                  | Jimmy „Joker” Thörnfeldt, Joy Deb, Linnea Deb                                                                                |
| Laurell                                          | „Sober”                             | Anderz Wrethov, Andreas Stone Johansson, Laurell Barker, Thomas Stengaard                                                    |
| Loreen                                           | „Tattoo”                            | Jimmy „Joker” Thörnfeldt, Jimmy Jansson, Lorine Talhaoui, Cazzi Opeia, Peter Boström, Thomas G:son                           |
| Loulou LaMotte                                   | „Inga sorger”                       | Jonas Thander, Loulou LaMotte                                                                                                |
| Marcus & Martinus                                | „Air”                               | Jimmy „Joker” Thörnfeldt, Joy Deb, Linnea Deb, Marcus Gunnarsen, Martinus Gunnarsen                                          |
| Maria Sur                                        | „Never Give Up”                     | Anderz Wrethov, Laurell Barker                                                                                               |
| Mariette                                         | „One Day”                           | Jimmy Jansson, Thomas G:son, Mariette Hansson                                                                                |
| Melanie Wehbe                                    | „For the Show”                      | David Lindgren Zacharias, Herman Gardarfve, Melanie Wehbe                                                                    |
| Nordman                                          | „Släpp alla sorger”                 | Jimmy Jansson, Thomas G:son                                                                                                  |
| Panetoz                                          | „On My Way”                         | Anders Wigelius, Daniel Nzinga, Jimmy Jansson, Nebeyu Baheru, Njol Badjie, Pa Modou Badjie, Robert Norberg                   |
| Paul Rey                                         | „Royals”                            | Dino Medanhodzic, Jimmy „Joker” Thörnfeldt, Liam Thomassen, Paul Rey                                                         |
| Rejhan                                           | „Haunted”                           | Albin Johnsén, Mattias Andréasson, Pontus Söderman, Tilde Wrigsell                                                           |
| Signe i Hjördis                                  | „Edelweiss”                         | Anderz Wrethov, Jimmy Jansson, Myra Granberg                                                                                 |
| Smash Into Pieces                                | „Six Feet Under”                    | Andreas „Giri” Lindbergh, Benjamin Jennebo, Chris Adam, Jimmy „Joker” Thörnfeldt, Joy Deb, Linnea Deb, Per Bergquist         |
| Tennessee Tears                                  | „Now I Know”                        | Anderz Wrethov, Jonas Hermansson, Thomas Stengaard, Tilda Feuk                                                               |
| Theoz                                            | „Mer av dig”                        | Axel Schylström, Jakob Redtzer, Peter Boström, Thomas G:son                                                                  |
| Tone Sekelius                                    | „Rhythm of My Show”                 | Anderz Wrethov, Dino Medanhodzic, Jimmy „Joker” Thörnfeldt, Tone Sekelius                                                    |
| Uje Brandelius                                   | „Grytan”                            | Uje Brandelius |
| Victor Crone                                     | „Diamonds”                          | David Lindgren Zacharias, Peter Kvint, Victor Crone                                                                          |
| Wiktoria                                         | „All My Life (Where Have You Been)” | Herman Gardarfve, Melanie Wehbe, Patrik Jean, Wiktoria Johansson                                                             |

## Półfinały
Legenda:
     Uczestnicy, którzy awansowali do finału
     Uczestnicy, którzy trafili do półfinału

### Półfinał 1
Pierwszy półfinał odbył się 4 lutego w hali Scandinavium w Göteborgu.
| Lp. | Wykonawca                                        | Piosenka                  | Runda 1   | Runda 1 | Runda 2 | Runda 2 | Runda 2 | Wynik        |
| Lp. | Wykonawca                                        | Piosenka                  | Głosy     | Miejsce | Głosy   | Punkty  | Miejsce | Wynik        |
| --- | ------------------------------------------------ | ------------------------- | --------- | ------- | ------- | ------- | ------- | ------------ |
| 1   | Tone Sekelius                                    | „Rhythm of My Show”       | 1,087,127 | 2       | 803,948 | 94      | 1       | Finał        |
| 2   | Loulou LaMotte                                   | „Inga sorger”             | 754,498   | 7       | 363,254 | 32      | 5       | Odpadła      |
| 3   | Rejhan                                           | „Haunted”                 | 884,660   | 4       | 460,003 | 32      | 4       | Odpadł       |
| 4   | Elov i Beny                                      | „Raggen går”              | 821,418   | 5       | 467,605 | 43      | 3       | Druga szansa |
| 5   | Victor Crone                                     | „Diamonds”                | 1,012,655 | 3       | 625,862 | 80      | 2       | Druga szansa |
| 6   | Eva Rydberg i Ewa Roos                           | „Läng leve livet”         | 788,433   | 6       | 430,366 | 31      | 6       | Odpadły      |
| 7   | Jon Henrik Fjällgren, Arc North feat. Adam Woods | „Where You Are (Sávežan)” | 1,352,492 | 1       | —       | —       | —       | Finał        |

| Szczegółowe wyniki głosowania drugiej rundy | Szczegółowe wyniki głosowania drugiej rundy | Szczegółowe wyniki głosowania drugiej rundy | Szczegółowe wyniki głosowania drugiej rundy | Szczegółowe wyniki głosowania drugiej rundy | Szczegółowe wyniki głosowania drugiej rundy | Szczegółowe wyniki głosowania drugiej rundy | Szczegółowe wyniki głosowania drugiej rundy | Szczegółowe wyniki głosowania drugiej rundy | Szczegółowe wyniki głosowania drugiej rundy | Szczegółowe wyniki głosowania drugiej rundy |
| Lp.                                         | Piosenka                                    | 3-9                                         | 10-15                                       | 16-29                                       | 30-44                                       | 45-59                                       | 60-74                                       | 75+                                         | Telefoniczne                                | Suma                                        |
| ------------------------------------------- | ------------------------------------------- | ------------------------------------------- | ------------------------------------------- | ------------------------------------------- | ------------------------------------------- | ------------------------------------------- | ------------------------------------------- | ------------------------------------------- | ------------------------------------------- | ------------------------------------------- |
| 1                                           | „Rhythm of My Show”                         | 12                                          | 12                                          | 12                                          | 12                                          | 12                                          | 12                                          | 10                                          | 12                                          | 94                                          |
| 2                                           | „Inga sorger”                               | 1                                           | 1                                           | 1                                           | 5                                           | 8                                           | 8                                           | 5                                           | 3                                           | 32                                          |
| 3                                           | „Haunted”                                   | 5                                           | 8                                           | 10                                          | 3                                           | 3                                           | 1                                           | 1                                           | 1                                           | 32                                          |
| 4                                           | „Raggen går”                                | 8                                           | 3                                           | 3                                           | 8                                           | 5                                           | 5                                           | 3                                           | 8                                           | 43                                          |
| 5                                           | „Diamonds”                                  | 10                                          | 10                                          | 8                                           | 10                                          | 10                                          | 10                                          | 12                                          | 10                                          | 80                                          |
| 6                                           | „Läng leve livet”                           | 3                                           | 5                                           | 5                                           | 1                                           | 1                                           | 3                                           | 8                                           | 5                                           | 31                                          |

### Półfinał 2
Drugi półfinał odbył się 11 lutego w hali Saab Arena w Linköping.
| Lp. | Wykonawca       | Piosenka                            | Runda 1   | Runda 1 | Runda 2 | Runda 2 | Runda 2 | Wynik        |
| Lp. | Wykonawca       | Piosenka                            | Głosy     | Miejsce | Głosy   | Punkty  | Miejsce | Wynik        |
| --- | --------------- | ----------------------------------- | --------- | ------- | ------- | ------- | ------- | ------------ |
| 1   | Wiktoria        | „All My Life (Where Have You Been)” | 1,057,852 | 4       | 520,646 | 47      | 4       | Odpadła      |
| 2   | Eden            | „Comfortable”                       | 608,948   | 6       | 218,298 | 12      | 6       | Odpadł       |
| 3   | Uje Brandelius  | „Grytan”                            | 585,684   | 7       | 277,599 | 22      | 5       | Odpadł       |
| 4   | Panetoz         | „On My Way”                         | 1,333,786 | 2       | 784,687 | 84      | 1       | Finał        |
| 5   | Tennessee Tears | „Now I Know”                        | 1,001,348 | 5       | 500,652 | 69      | 3       | Druga szansa |
| 6   | Maria Sur       | „Never Give Up”                     | 1,346,229 | 1       | —       | —       | —       | Finał        |
| 7   | Theoz           | „Mer av dig”                        | 1,106,875 | 3       | 765,979 | 78      | 2       | Druga szansa |

| Szczegółowe wyniki głosowania drugiej rundy | Szczegółowe wyniki głosowania drugiej rundy | Szczegółowe wyniki głosowania drugiej rundy | Szczegółowe wyniki głosowania drugiej rundy | Szczegółowe wyniki głosowania drugiej rundy | Szczegółowe wyniki głosowania drugiej rundy | Szczegółowe wyniki głosowania drugiej rundy | Szczegółowe wyniki głosowania drugiej rundy | Szczegółowe wyniki głosowania drugiej rundy | Szczegółowe wyniki głosowania drugiej rundy | Szczegółowe wyniki głosowania drugiej rundy |
| Lp.                                         | Piosenka                                    | 3-9                                         | 10-15                                       | 16-29                                       | 30-44                                       | 45-59                                       | 60-74                                       | 75+                                         | Telefoniczne                                | Suma                                        |
| ------------------------------------------- | ------------------------------------------- | ------------------------------------------- | ------------------------------------------- | ------------------------------------------- | ------------------------------------------- | ------------------------------------------- | ------------------------------------------- | ------------------------------------------- | ------------------------------------------- | ------------------------------------------- |
| 1                                           | „All My Life (Where Have You Been)”         | 8                                           | 8                                           | 8                                           | 5                                           | 5                                           | 5                                           | 5                                           | 3                                           | 47                                          |
| 2                                           | „Comfortable”                               | 3                                           | 3                                           | 1                                           | 1                                           | 1                                           | 1                                           | 1                                           | 1                                           | 12                                          |
| 3                                           | „Grytan”                                    | 1                                           | 1                                           | 3                                           | 3                                           | 3                                           | 3                                           | 3                                           | 5                                           | 22                                          |
| 4                                           | „On My Way”                                 | 10                                          | 12                                          | 12                                          | 10                                          | 12                                          | 10                                          | 10                                          | 8                                           | 84                                          |
| 5                                           | „Now I Know”                                | 5                                           | 5                                           | 5                                           | 8                                           | 10                                          | 12                                          | 12                                          | 12                                          | 69                                          |
| 7                                           | „Mer av dig”                                | 12                                          | 10                                          | 10                                          | 12                                          | 8                                           | 8                                           | 8                                           | 10                                          | 78                                          |

### Półfinał 3
Trzeci półfinał odbył się 18 lutego w hali Sparbanken Lidköping Arena w Lidköping.
| Lp. | Wykonawca         | Piosenka                       | Runda 1   | Runda 1 | Runda 2 | Runda 2 | Runda 2 | Wynik        |
| Lp. | Wykonawca         | Piosenka                       | Głosy     | Miejsce | Głosy   | Punkty  | Miejsce | Wynik        |
| --- | ----------------- | ------------------------------ | --------- | ------- | ------- | ------- | ------- | ------------ |
| 1   | Paul Rey          | „Royals”                       | 1,151,609 | 2       | 693,857 | 85      | 1       | Finał        |
| 2   | Casanovas         | „Så kommer känslorna tillbaka” | 647,419   | 7       | 290,521 | 29      | 6       | Odpadli      |
| 3   | Melanie Wehbe     | „For the Show”                 | 903,976   | 4       | 477,315 | 57      | 3       | Druga szansa |
| 4   | Nordman           | „Släpp alla sorger”            | 975,890   | 3       | 589,916 | 75      | 2       | Druga szansa |
| 5   | Laurell           | „Sober”                        | 750,918   | 6       | 391,744 | 30      | 5       | Odpadła      |
| 6   | Ida-Lova          | „Låt hela stan se på”          | 792,432   | 5       | 450,391 | 36      | 4       | Odpadła      |
| 7   | Marcus & Martinus | „Air”                          | 1,406,471 | 1       | —       | —       | —       | Finał        |

| Szczegółowe wyniki głosowania drugiej rundy | Szczegółowe wyniki głosowania drugiej rundy | Szczegółowe wyniki głosowania drugiej rundy | Szczegółowe wyniki głosowania drugiej rundy | Szczegółowe wyniki głosowania drugiej rundy | Szczegółowe wyniki głosowania drugiej rundy | Szczegółowe wyniki głosowania drugiej rundy | Szczegółowe wyniki głosowania drugiej rundy | Szczegółowe wyniki głosowania drugiej rundy | Szczegółowe wyniki głosowania drugiej rundy | Szczegółowe wyniki głosowania drugiej rundy |
| Lp.                                         | Piosenka                                    | 3-9                                         | 10-15                                       | 16-29                                       | 30-44                                       | 45-59                                       | 60-74                                       | 75+                                         | Telefoniczne                                | Suma                                        |
| ------------------------------------------- | ------------------------------------------- | ------------------------------------------- | ------------------------------------------- | ------------------------------------------- | ------------------------------------------- | ------------------------------------------- | ------------------------------------------- | ------------------------------------------- | ------------------------------------------- | ------------------------------------------- |
| 1                                           | „Royals”                                    | 12                                          | 12                                          | 12                                          | 12                                          | 12                                          | 10                                          | 12                                          | 3                                           | 85                                          |
| 2                                           | „Så kommer känslorna tillbaka”              | 1                                           | 1                                           | 3                                           | 1                                           | 3                                           | 5                                           | 5                                           | 10                                          | 29                                          |
| 3                                           | „For the Show”                              | 5                                           | 10                                          | 5                                           | 8                                           | 8                                           | 8                                           | 8                                           | 5                                           | 57                                          |
| 4                                           | „Släpp alla sorger”                         | 8                                           | 3                                           | 10                                          | 10                                          | 10                                          | 12                                          | 10                                          | 12                                          | 75                                          |
| 5                                           | „Sober”                                     | 10                                          | 8                                           | 1                                           | 5                                           | 1                                           | 3                                           | 1                                           | 1                                           | 30                                          |
| 6                                           | „Låt hela stan se på”                       | 3                                           | 5                                           | 8                                           | 3                                           | 5                                           | 1                                           | 3                                           | 8                                           | 36                                          |

### Półfinał 4
Czwarty półfinał odbył się 25 lutego w hali Malmö Arena w Malmö.
| Lp. | Wykonawca         | Piosenka           | Runda 1   | Runda 1 | Runda 2 | Runda 2 | Runda 2 | Wynik        |
| Lp. | Wykonawca         | Piosenka           | Głosy     | Miejsce | Głosy   | Punkty  | Miejsce | Wynik        |
| --- | ----------------- | ------------------ | --------- | ------- | ------- | ------- | ------- | ------------ |
| 1   | Kiana             | „Where Did You Go” | 1,105,369 | 3       | 610,462 | 69      | 2       | Druga szansa |
| 2   | Signe i Hjördis   | „Edelweiss”        | 744,902   | 7       | 328,700 | 27      | 5       | Odpadli      |
| 3   | Smash Into Pieces | „Six Feet Under”   | 1,120,307 | 2       | 701,606 | 79      | 1       | Finał        |
| 4   | Mariette          | „One Day”          | 835,533   | 5       | 482,713 | 56      | 3       | Druga szansa |
| 5   | Emil Henrohn      | „Mera mera mera”   | 760,793   | 6       | 382,224 | 26      | 6       | Odpadł       |
| 6   | Axel Schylström   | „Gorgeous”         | 861,688   | 4       | 483,061 | 55      | 4       | Odpadł       |
| 7   | Loreen            | „Tattoo”           | 1,515,287 | 1       | —       | —       | —       | Finał        |

| Szczegółowe wyniki głosowania drugiej rundy | Szczegółowe wyniki głosowania drugiej rundy | Szczegółowe wyniki głosowania drugiej rundy | Szczegółowe wyniki głosowania drugiej rundy | Szczegółowe wyniki głosowania drugiej rundy | Szczegółowe wyniki głosowania drugiej rundy | Szczegółowe wyniki głosowania drugiej rundy | Szczegółowe wyniki głosowania drugiej rundy | Szczegółowe wyniki głosowania drugiej rundy | Szczegółowe wyniki głosowania drugiej rundy | Szczegółowe wyniki głosowania drugiej rundy |
| Lp.                                         | Piosenka                                    | 3-9                                         | 10-15                                       | 16-29                                       | 30-44                                       | 45-59                                       | 60-74                                       | 75+                                         | Telefoniczne                                | Suma                                        |
| ------------------------------------------- | ------------------------------------------- | ------------------------------------------- | ------------------------------------------- | ------------------------------------------- | ------------------------------------------- | ------------------------------------------- | ------------------------------------------- | ------------------------------------------- | ------------------------------------------- | ------------------------------------------- |
| 1                                           | „Where Did You Go”                          | 12                                          | 12                                          | 10                                          | 10                                          | 5                                           | 5                                           | 10                                          | 5                                           | 69                                          |
| 2                                           | „Edelweiss”                                 | 5                                           | 1                                           | 1                                           | 3                                           | 3                                           | 3                                           | 8                                           | 3                                           | 27                                          |
| 3                                           | „Six Feet Under”                            | 10                                          | 8                                           | 12                                          | 12                                          | 12                                          | 10                                          | 3                                           | 12                                          | 79                                          |
| 4                                           | „One Day”                                   | 1                                           | 3                                           | 5                                           | 5                                           | 10                                          | 12                                          | 12                                          | 8                                           | 56                                          |
| 5                                           | „Mera mera mera”                            | 8                                           | 10                                          | 3                                           | 1                                           | 1                                           | 1                                           | 1                                           | 1                                           | 26                                          |
| 6                                           | „Gorgeous”                                  | 3                                           | 5                                           | 8                                           | 8                                           | 8                                           | 8                                           | 5                                           | 10                                          | 55                                          |

## Druga szansa
Koncert drugiej szansy odbył się 4 marca w hali Hägglunds Arena w Örnsköldsviku.
Legenda:
     Uczestnicy, którzy awansowali do finału
| Lp. | Wykonawca       | Piosenka            | Widzowie  | Widzowie | Miejsce | Wynik   |
| Lp. | Wykonawca       | Piosenka            | Głosy     | Punkty   | Miejsce | Wynik   |
| --- | --------------- | ------------------- | --------- | -------- | ------- | ------- |
| 1   | Theoz           | „Mer av dig”        | 2,104,689 | 70       | 2       | Finał   |
| 2   | Mariette        | „One Day”           | 1,459,012 | 63       | 4       | Final   |
| 3   | Victor Crone    | „Diamonds”          | 1,225,614 | 28       | 6       | Odpadł  |
| 4   | Tennessee Tears | „Now I Know”        | 1,393,108 | 55       | 5       | Odpadli |
| 5   | Elov i Beny     | „Raggen går”        | 1,083,924 | 18       | 8       | Odpadli |
| 6   | Melanie Wehbe   | „For the Show”      | 1,106,724 | 22       | 7       | Odpadła |
| 7   | Nordman         | „Släpp alla sorger” | 1,798,314 | 75       | 1       | Final   |
| 8   | Kiana           | „Where Did You Go”  | 1,907,240 | 69       | 3       | Final   |

| Szczegółowe wyniki głosowania | Szczegółowe wyniki głosowania | Szczegółowe wyniki głosowania | Szczegółowe wyniki głosowania | Szczegółowe wyniki głosowania | Szczegółowe wyniki głosowania | Szczegółowe wyniki głosowania | Szczegółowe wyniki głosowania | Szczegółowe wyniki głosowania | Szczegółowe wyniki głosowania | Szczegółowe wyniki głosowania |
| Lp.                           | Piosenka                      | 3-9                           | 10-15                         | 16-29                         | 30-44                         | 45-59                         | 60-74                         | 75+                           | Telefoniczne                  | Suma                          |
| ----------------------------- | ----------------------------- | ----------------------------- | ----------------------------- | ----------------------------- | ----------------------------- | ----------------------------- | ----------------------------- | ----------------------------- | ----------------------------- | ----------------------------- |
| 1                             | „Mer av dig”                  | 12                            | 10                            | 12                            | 12                            | 6                             | 6                             | 6                             | 6                             | 70                            |
| 2                             | „One Day”                     | 2                             | 6                             | 7                             | 6                             | 10                            | 12                            | 12                            | 8                             | 63                            |
| 3                             | „Diamonds”                    | 6                             | 7                             | 2                             | 2                             | 2                             | 4                             | 4                             | 1                             | 28                            |
| 4                             | „Now I Know”                  | 4                             | 2                             | 6                             | 7                             | 8                             | 10                            | 8                             | 10                            | 55                            |
| 5                             | „Raggen går”                  | 7                             | 1                             | 1                             | 4                             | 1                             | 1                             | 1                             | 2                             | 18                            |
| 6                             | „For the Show”                | 1                             | 4                             | 4                             | 1                             | 4                             | 2                             | 2                             | 4                             | 22                            |
| 7                             | „Släpp alla sorger”           | 8                             | 8                             | 10                            | 10                            | 12                            | 8                             | 7                             | 12                            | 75                            |
| 8                             | „Where Did You Go”            | 10                            | 12                            | 8                             | 8                             | 7                             | 7                             | 10                            | 7                             | 69                            |

## Finał
Finał odbył się 11 marca w Friends Arena w Solnie.
Legenda:
     Zdobywca pierwszego miejsca
     Zdobywca drugiego miejsca
     Zdobywca trzeciego miejsca
| Lp. | Wykonawca                                        | Piosenka                  | Jury | Widzowie  | Widzowie | Suma | Miejsce |
| Lp. | Wykonawca                                        | Piosenka                  | Jury | Głosy     | Punkty   | Suma | Miejsce |
| --- | ------------------------------------------------ | ------------------------- | ---- | --------- | -------- | ---- | ------- |
| 1   | Jon Henrik Fjällgren, Arc North feat. Adam Woods | „Where You Are (Sávežan)” | 23   | 2,017,718 | 58       | 81   | 4       |
| 2   | Tone Sekelius                                    | „Rhythm of My Show”       | 15   | 1,241,991 | 5        | 20   | 12      |
| 3   | Mariette                                         | „One Day”                 | 35   | 1,184,378 | 16       | 51   | 8       |
| 4   | Marcus & Martinus                                | „Air”                     | 71   | 2,565,958 | 67       | 138  | 2       |
| 5   | Panetoz                                          | „On My Way”               | 22   | 1,837,663 | 25       | 47   | 10      |
| 6   | Maria Sur                                        | „Never Give Up”           | 10   | 1,786,719 | 37       | 47   | 9       |
| 7   | Smash Into Pieces                                | „Six Feet Under”          | 53   | 2,431,405 | 59       | 112  | 3       |
| 8   | Kiana                                            | „Where Did You Go”        | 37   | 1,841,580 | 39       | 76   | 6       |
| 9   | Nordman                                          | „Släpp alla sorger”       | 8    | 1,854,602 | 36       | 44   | 11      |
| 10  | Loreen                                           | „Tattoo”                  | 92   | 3,783,148 | 85       | 177  | 1       |
| 11  | Theoz                                            | „Mer av dig”              | 42   | 1,915,643 | 36       | 78   | 5       |
| 12  | Paul Rey                                         | „Royals”                  | 56   | 1,060,383 | 1        | 57   | 7       |

| Szczegółowe wyniki głosowania jurorów | Szczegółowe wyniki głosowania jurorów | Szczegółowe wyniki głosowania jurorów | Szczegółowe wyniki głosowania jurorów | Szczegółowe wyniki głosowania jurorów | Szczegółowe wyniki głosowania jurorów | Szczegółowe wyniki głosowania jurorów | Szczegółowe wyniki głosowania jurorów | Szczegółowe wyniki głosowania jurorów | Szczegółowe wyniki głosowania jurorów | Szczegółowe wyniki głosowania jurorów |
| Lp. | Piosenka                              | Chorwacja                             | Austria                               | Łotwa                                 | Belgia                                | Malta                                 | Australia                             | Niemcy                                | Hiszpania                             | Suma                                  |
| --- | ------------------------------------- | ------------------------------------- | ------------------------------------- | ------------------------------------- | ------------------------------------- | ------------------------------------- | ------------------------------------- | ------------------------------------- | ------------------------------------- | ------------------------------------- |
| 1 | „Where You Are (Sávežan)”             | 1                                     | 3                                     | 1                                     | 5                                     | 6                                     | 4                                     |                                       | 3                                     | 23                                    |
| 2 | „Rhythm of My Show”                   | 6                                     | 1                                     | 3                                     |                                       |                                       |                                       |                                       | 5                                     | 15                                    |
| 3 | „One Day”                             | 2                                     | 7                                     | 7                                     | 3                                     | 5                                     | 2                                     | 3                                     | 6                                     | 35                                    |
| 4 | „Air”                                 | 7                                     | 8                                     | 8                                     | 10                                    | 10                                    | 10                                    | 10                                    | 8                                     | 71                                    |
| 5 | „On My Way”                           | 5                                     | 2                                     | 2                                     | 4                                     | 4                                     | 1                                     | 4                                     |                                       | 22                                    |
| 6 | „Never Give Up”                       |                                       |                                       |                                       | 2                                     |                                       | 6                                     | 1                                     | 1                                     | 10                                    |
| 7 | „Six Feet Under”                      | 3                                     | 6                                     | 6                                     | 6                                     | 7                                     | 8                                     | 7                                     | 10                                    | 53                                    |
| 8 | „Where Did You Go”                    |                                       | 4                                     | 10                                    |                                       | 3                                     | 5                                     | 8                                     | 7                                     | 37                                    |
| 9 | „Släpp alla sorger”                   | 4                                     |                                       |                                       | 1                                     | 1                                     |                                       | 2                                     |                                       | 8                                     |
| 10 | „Tattoo”                              | 8                                     | 12                                    | 12                                    | 12                                    | 12                                    | 12                                    | 12                                    | 12                                    | 92                                    |
| 11 | „Mer av dig”                          | 12                                    | 5                                     | 5                                     | 7                                     | 2                                     | 3                                     | 6                                     | 2                                     | 42                                    |
| 12 | „Royals”                              | 10                                    | 10                                    | 4                                     | 8                                     | 8                                     | 7                                     | 5                                     | 4                                     | 56                                    |
| Sekretarze międzynarodowych komisji jurorskich |                                       |                                       |                                       |                                       |                                       |                                       |                                       |                                       |                                       |                                       |
| - Chorwacja – Zlata Mück - Austria – Marvin Dietmann - Łotwa – Jānis Pētersons - Belgia – Birgit Simal - Malta – Gordon Bonello - Australia – Dale Roberts - Niemcy – Alexandra Wolfslast - Hiszpania – Eva Mora |                                       |                                       |                                       |                                       |                                       |                                       |                                       |                                       |                                       |                                       |

| Szczegółowe wyniki głosowania | Szczegółowe wyniki głosowania | Szczegółowe wyniki głosowania | Szczegółowe wyniki głosowania | Szczegółowe wyniki głosowania | Szczegółowe wyniki głosowania | Szczegółowe wyniki głosowania | Szczegółowe wyniki głosowania | Szczegółowe wyniki głosowania | Szczegółowe wyniki głosowania | Szczegółowe wyniki głosowania |
| Lp.                           | Piosenka                      | 3-9                           | 10-15                         | 16-29                         | 30-44                         | 45-59                         | 60-74                         | 75+                           | Telefoniczne                  | Suma                          |
| ----------------------------- | ----------------------------- | ----------------------------- | ----------------------------- | ----------------------------- | ----------------------------- | ----------------------------- | ----------------------------- | ----------------------------- | ----------------------------- | ----------------------------- |
| 1                             | „Where You Are (Sávežan)”     | 6                             | 5                             | 5                             | 7                             | 7                             | 10                            | 10                            | 8                             | 58                            |
| 2                             | „Rhythm of My Show”           | 3                             | 1                             | 1                             |                               |                               |                               |                               |                               | 5                             |
| 3                             | „One Day”                     |                               |                               |                               | 1                             | 3                             | 6                             | 4                             | 2                             | 16                            |
| 4                             | „Air”                         | 10                            | 10                            | 10                            | 8                             | 8                             | 7                             | 7                             | 7                             | 67                            |
| 5                             | „On My Way”                   | 5                             | 7                             | 6                             | 3                             | 1                             |                               | 2                             | 1                             | 25                            |
| 6                             | „Never Give Up”               | 4                             | 6                             | 2                             | 2                             | 4                             | 5                             | 8                             | 6                             | 37                            |
| 7                             | „Six Feet Under”              | 8                             | 4                             | 8                             | 10                            | 10                            | 8                             | 1                             | 10                            | 59                            |
| 8                             | „Where Did You Go”            | 7                             | 8                             | 3                             | 4                             | 5                             | 3                             | 6                             | 3                             | 39                            |
| 9                             | „Släpp alla sorger”           | 2                             | 2                             | 7                             | 5                             | 6                             | 4                             | 5                             | 5                             | 36                            |
| 10                            | „Tattoo”                      | 1                             | 12                            | 12                            | 12                            | 12                            | 12                            | 12                            | 12                            | 85                            |
| 11                            | „Mer av dig”                  | 12                            | 3                             | 4                             | 6                             | 2                             | 2                             | 3                             | 4                             | 36                            |
| 12                            | „Royals”                      |                               |                               |                               |                               |                               | 1                             |                               |                               | 1                             |

## Statystyki
- Całkowita liczba widzów, SVT1: 17 014 000 (średnio 2 836 000 na program, -3,0% od 2022)[16]
- Całkowita liczba widzów, SVT Play: Prel. 1745305 (średnio 290 881 na program, +17,0% od 2022)[16]
- Całkowita liczba widzów, SVT1 + SVT Play: 18 759 000 (średnio 3 127 000 na program, -1,5% w porównaniu do 2022)[16]
- Udział widzów SVT1, średnia: 75,6% (najwyższa w porównaniu do 2013 r., +1,5% w porównaniu do 2022)[16]
- Całkowita liczba głosujących: 3 585 687 urządzeń (aplikacja i telefon, średnio 597 615 na program, +2,0% w porównaniu do 2022)[16]
- Łączna liczba głosów: 75 015 951 głosów (+30,5% w porównaniu do 2022)[16]
- Łącznie donacje dla Radiohjälpen: 3 726 034 koron (-64,5% w porównaniu do 2022)[16]

### Oglądalność
| Etap                      | Data           | Widzowie  | Udział | Źr.    |
| ------------------------- | -------------- | --------- | ------ | ------ |
| Pierwszy półfinał         | 4 lutego 2023  | 2,912 mln | 78,1%  | [ 16 ] |
| Drugi półfinał            | 11 lutego 2023 | 2,830 mln | 74,6%  | [ 16 ] |
| Trzeci półfinał           | 18 lutego 2023 | 2,598 mln | 72%    | [ 16 ] |
| Czwarty półfinał          | 25 lutego 2023 | 2,814 mln | 73,9%  | [ 16 ] |
| Druga szansa (Semi-final) | 4 marca 2023   | 2,315 mln | 72,4%  | [ 16 ] |
| Finał                     | 11 marca 2023  | 3,419 mln | 83%    | [ 16 ] |